# Olga Tschechowa

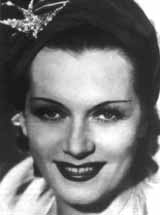
Olga Tschechowa (1930er Jahre)

Olga Konstantinowna Tschechowa (russisch Ольга Константиновна Чехова, wiss. Transliteration Ol’ga Konstantinovna Čechova; geborene Olga (von) Knipper; * 14. Apriljul. / 26. April 1897greg. in Alexandropol; † 9. März 1980 in München) war eine deutsche Schauspielerin russisch-deutscher Herkunft.

## Leben
Olga Tschechowa wurde in Russland in eine deutschsprachige Familie hineingeboren, die ursprünglich aus Saarbrücken stammte. Ihr Vater war Ingenieur und brachte es bis zum kaiserlichen Eisenbahnminister. Ihr jüngerer Bruder war der Komponist Lew Konstantinowitsch Knipper. Ihre Tante, die Schauspielerin Olga Knipper-Tschechowa, war mit dem russischen Dramatiker Anton Tschechow verheiratet.
Tschechowa wuchs in Kaukasien auf und schloss 1913 ein Studium an der Stroganow-Kunstschule in St. Petersburg ab. Später studierte sie Bildhauerei an der Moskauer Kunstakademie. 1914 heiratete sie den Schauspieler Michael Tschechow, der ihr Grundlagen der Schauspielkunst vermittelte. Aus der Ehe stammte ihre Tochter Ada Tschechowa. Nach drei Jahren wurde die Ehe geschieden. Ein Studium bei Konstantin Stanislawski gehört ins Reich der Legende. Tschechowa verfügte über keine abgeschlossene Schauspielausbildung.

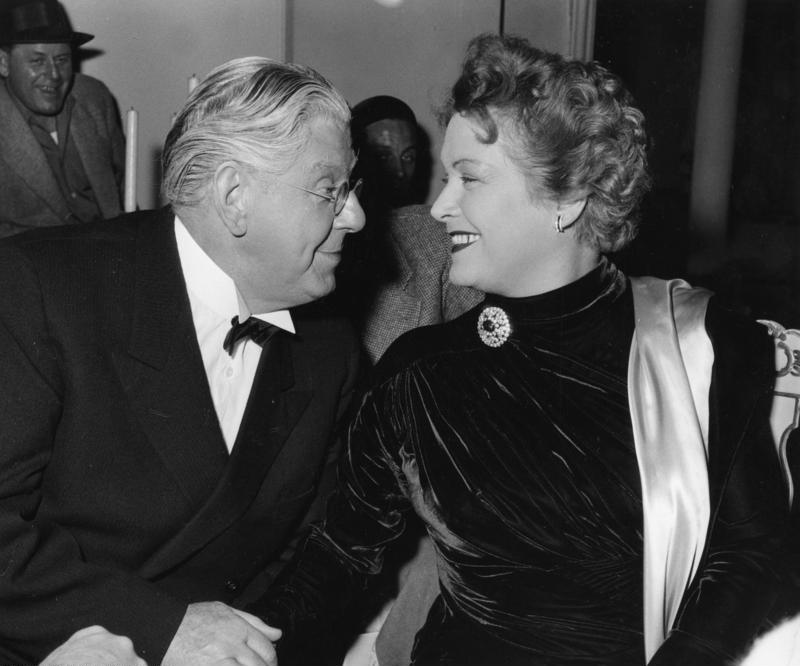
Olga Tschechowa mit Walter Janssen. Aufnahmen von den Dreharbeiten des Films Alles für Papa (Regie Karl Hartl), der in den Göttinger Filmateliers von Oktober bis Dezember 1953 entstand.

Tschechowa, die schon 1917/18 in Russland erste Filmerfahrungen gemacht hatte, emigrierte 1921 nach Deutschland. In Berlin arbeitete sie als Plakatmalerin und wurde im gleichen Jahr von Friedrich Wilhelm Murnau für den Film Schloß Vogelöd entdeckt. Zwei Jahre später folgte ihre erste Hauptrolle in Ibsens Nora. Ihr Bühnendebüt gab sie 1925 am Berliner Renaissance-Theater. Unter der Regie von René Clair spielte sie 1927 in der französischen Komödienverfilmung Der Florentiner Hut. In England trat sie in Ewald André Duponts Moulin Rouge (1928) auf. 1928/29 war sie Co-Produzentin von fünf Filmen, beim letzten – Der Narr seiner Liebe mit Michael Tschechow in der Hauptrolle – führte sie auch Regie. Neben Lilian Harvey wirkte Tschechowa 1930 in einem der ersten deutschen Tonfilme, dem Lustspiel Die Drei von der Tankstelle, in einer Nebenrolle mit. Zu ihren Filmpartnern gehörten Ewald Balser und Willy Birgel.
Im Jahr 1930 erhielt Tschechowa die deutsche Staatsbürgerschaft. Im März 1931 hob die ungarische Regierung das für ein Gastspiel von Tschechowas Berliner Truppe in Budapest ergangene Verbot auf. Tschechowa wurde die Grande Dame des deutschen Films – dies besonders auch in der Zeit des Nationalsozialismus. Sie spielte in etwa 140 deutschen Filmen mit, darunter besonders häufig in Melodramen. Ihre Regisseure waren bis 1933 u. a. Max Ophüls, dann Willi Forst, Carl Froelich, Harry Piel, Erich Waschneck und Wolfgang Liebeneiner. In ihren Memoiren verhehlte sie nicht ihre guten Beziehungen zu Hitler und anderen Nazi-Größen, oft war sie Hitlers Tischdame. 1944 stand sie auf der Gottbegnadeten-Liste des Reichsministeriums für Volksaufklärung und Propaganda.
Eine 1936 geschlossene Ehe mit dem belgischen Industriellen Marcel Robyns wurde nach drei Jahren geschieden.
Bei Kriegsende 1945 wurde sie noch im April nach Moskau geflogen und in einer konspirativen Wohnung untergebracht, wo sie ungefähr zwei Monate blieb. Offiziere waren die ganze Zeit um sie herum und fuhren sie auch zu Gesprächen mit Geheimdienstchef Beria in den Kreml. Dann durfte sie wieder nach Deutschland zurück. Aus dieser Behandlung erwuchsen Vermutungen, sie habe einem Spionagenetz angehört.

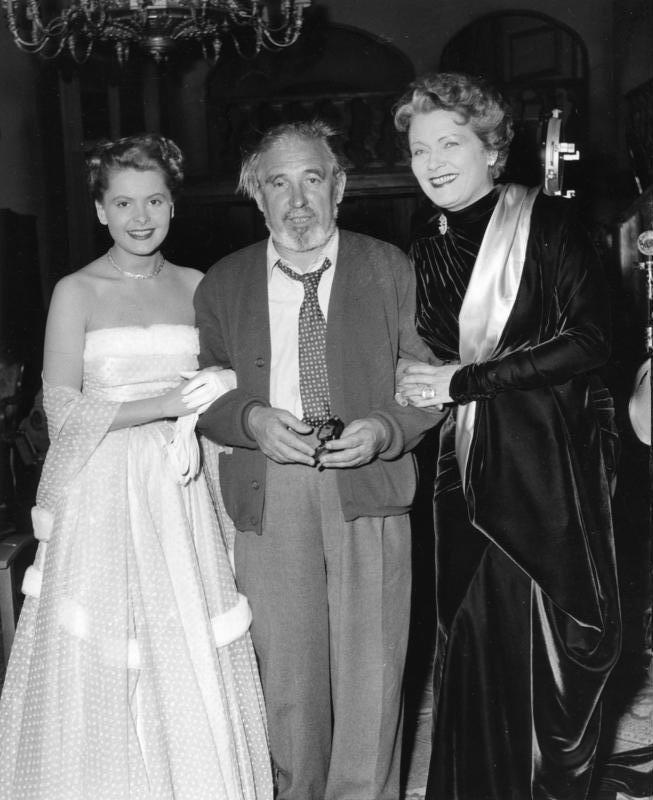
Olga Tschechowa (rechts) mit Johanna Matz und Karl Hartl 1953 bei den Dreharbeiten zu Alles für Papa

Nach dem Zweiten Weltkrieg gründete sie ohne großen Erfolg ein eigenes Theater in Berlin und eine eigene Filmgesellschaft. Ihr Rollentyp wandelte sich von der mondänen Dame, die sie noch in Burgtheater (1936) und Andreas Schlüter (1942) verkörperte, zur willensstarken Frau und Mutter. Tschechowa, seit 1937 Diplom-Kosmetikerin, führte auch einen Kosmetiksalon und gründete 1958 ihre erfolgreiche Kosmetikfirma Olga-Tschechowa-Kosmetik mit Niederlassungen in München, Berlin und Mailand.
Ihre Tochter Ada Tschechowa und ihre Enkelin Vera Tschechowa wurden gleichfalls bekannte Schauspielerinnen. Ada kam 1966 bei einem Flugzeugunglück in Bremen ums Leben. 1971 spielte Tschechowa mit ihrer Enkelin in Duell zu dritt. Die Schauspielerin Marina Ried war ihre Nichte. Olga Tschechowas Ruhestätte liegt bei ihrer Tochter Ada auf dem Friedhof der oberbayerischen Gemeinde Gräfelfing, Landkreis München.
Ihrer Autobiografie Ich verschweige nichts (1952) folgten 1973 die Erinnerungen Meine Uhren gehen anders. Vadim Glowna, der damalige Ehemann ihrer Enkelin Vera, drehte 1984 das Porträt Tschechow in meinem Leben über die Familie.

## Auszeichnungen

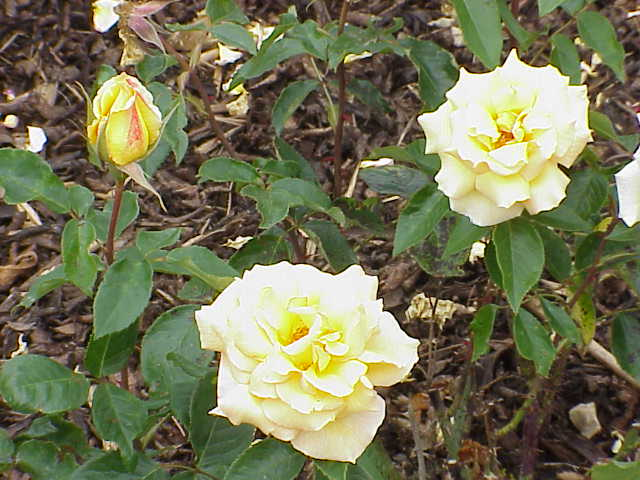
‘Olga Tschechowa’, Cocker, 1978

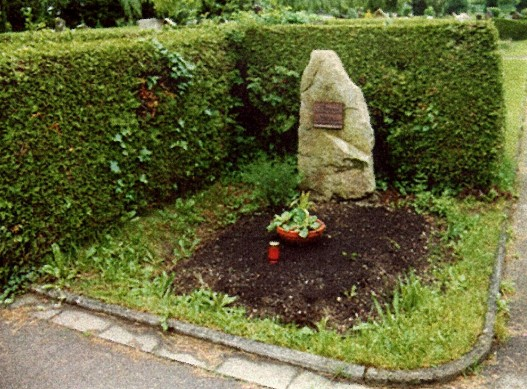
Grabstätte von Olga Tschechowa

- 1962: Filmband in Gold für langjähriges und erfolgreiches Wirken im deutschen Film
- 1972: Großes Bundesverdienstkreuz des Verdienstordens der Bundesrepublik Deutschland
- 1978: Nach Olga Tschechowa wurde eine Rosensorte benannt.

## Filmografie (Auswahl)
- 1921: Schloß Vogelöd
- 1921: Hochstapler
- 1923: Nora
- 1923: Der verlorene Schuh
- 1924: Soll und Haben
- 1924: Die Bacchantin
- 1925: Die Gesunkenen
- 1926: Die Mühle von Sanssouci
- 1926: Familie Schimek
- 1926: Der Mann im Feuer
- 1926: Trude, die Sechzehnjährige
- 1927: Brennende Grenze
- 1927: Das Meer
- 1927: Der Meister der Welt
- 1928: Der Florentiner Hut
- 1928: Moulin Rouge
- 1928: Die Siegerin (After the Verdict)
- 1928: Marter der Liebe
- 1928: Weib in Flammen
- 1929: Diane
- 1929: Die Liebe der Brüder Rott
- 1929: Der Narr seiner Liebe (auch Regie)
- 1930: Liebe im Ring
- 1930: Troika
- 1930: Der Detektiv des Kaisers
- 1930: Liebling der Götter
- 1930: Die Drei von der Tankstelle
- 1931: Mary
- 1931: Panik in Chicago
- 1931: Das Konzert
- 1932: Trenck
- 1932: Spione im Savoy-Hotel
- 1933: Der Choral von Leuthen
- 1933: Liebelei
- 1933: Ein gewisser Herr Gran
- 1934: Zwischen zwei Herzen
- 1934: Die Welt ohne Maske
- 1934: Peer Gynt
- 1934: Maskerade
- 1935: Regine
- 1935: Lockspitzel Asew
- 1935: Künstlerliebe
- 1935: Die ewige Maske
- 1935: Ein Walzer um den Stephansturm (Sylvia und ihr Chauffeur)
- 1936: Der Favorit der Kaiserin
- 1936: Seine Tochter ist der Peter
- 1936: Petersburger Romanze
- 1936: Burgtheater
- 1936: Hannerl und ihre Liebhaber
- 1937: Unter Ausschluß der Öffentlichkeit
- 1937: Liebe geht seltsame Wege
- 1937: Gewitterflug zu Claudia
- 1937: Die gelbe Flagge
- 1938: Es leuchten die Sterne
- 1938: Rote Orchideen
- 1939: Die unheimlichen Wünsche
- 1939: Ich verweigere die Aussage
- 1939: Parkstraße 13
- 1939: Bel Ami
- 1939: Befreite Hände
- 1940: Angelika
- 1940: Leidenschaft
- 1940: Der Fuchs von Glenarvon
- 1941: Menschen im Sturm
- 1942: Mit den Augen einer Frau
- 1942: Andreas Schlüter
- 1943: Reise in die Vergangenheit
- 1943: Gefährlicher Frühling
- 1943: Der ewige Klang
- 1944: Melusine
- 1944/48: Im Tempel der Venus
- 1950: Eine Nacht im Séparée
- 1950: Kein Engel ist so rein
- 1950: Der Mann, der zweimal leben wollte
- 1950: Maharadscha wider Willen
- 1950: Eine Frau mit Herz
- 1950: Zwei in einem Anzug
- 1950: Aufruhr im Paradies
- 1951: Das Geheimnis einer Ehe
- 1951: Mein Freund, der Dieb
- 1951: Begierde
- 1952: Hinter Klostermauern
- 1953: Alles für Papa
- 1954: Rosen-Resli
- 1954: Rittmeister Wronski
- 1955: Die Barrings
- 1958: U 47 – Kapitänleutnant Prien
- 1963: Jack und Jenny
- 1971: Duell zu dritt (Fernsehserie)
- 1973: Die Zwillinge vom Immenhof
- 1974: Frühling auf Immenhof